# Metrosideros ovata
Metrosideros ovata är en myrtenväxtart som först beskrevs av Cyril Tenison White, och fick sitt nu gällande namn av J.W.Dawson. Metrosideros ovata ingår i släktet Metrosideros och familjen myrtenväxter. Inga underarter finns listade i Catalogue of Life.